# Om Versailles kunde berätta
Om Versailles kunde berätta (franska: Si Versailles m'était conté…) är en fransk-italiensk historisk dramafilm från 1954 i regi av Sacha Guitry. I huvudrollerna ses Guitry, Georges Marchal, Claudette Colbert, Jean Marais och Micheline Presle. Guitry gjorde även de besläktade filmerna Napoléon - soldat och kejsare (1955) och Si Paris nous était conté (1956).

## Rollista i urval
- Michel Auclair – Jacques Damiens
- Jean-Pierre Aumont – kardinal de Rohan
- Jean-Louis Barrault – François Fénelon
- Jeanne Boitel – Madame de Sevigné
- Annie Cordy – Madame Langlois
- Gilbert Bokanowski – Ludvig XVI
- Bourvil – museiguide
- Gino Cervi – Cagliostro
- Jean Chevrier – Turenne
- Aimé Clariond – Rivarol
- Claudette Colbert – Madame de Montespan
- Nicole Courcel – Madame de Chalis
- Danièle Delorme – Louison Chabray
- Yves Deniaud – bonden
- Daniel Gélin – Jean Collinet
- Fernand Gravey – Molière
- Sacha Guitry – Ludvig XIV, som gammal
- Pierre Larquey – guide på Versailles
- Jean Marais – Ludvig XV
- Georges Marchal – Ludvig XVI, som ung
- Lana Marconi – Marie-Antoinette
- Mary Marquet – Madame de Maintenon
- Gaby Morlay – Madame de la Motte
- Giselle Pascal – Louise de la Vallière
- Jean-Claude Pascal – Axel de Fersen
- Édith Piaf – kvinna av folket
- Gérard Philipe – D'Artagnan
- Micheline Presle – Madame de Pompadour
- Jean Richard – Du Croisy/Tartuffe
- Tino Rossi – gondoljären
- Raymond Souplex – aktionären
- Jean Tissier – guide på Versailles
- Charles Vanel – Monsieur de Vergennes
- Orson Welles – Benjamin Franklin
- Pauline Carton – grannen
- Jean Desailly – Marivaux
- Gilbert Gil – Jean-Jacques Rousseau
- Marie Mansart – Madame de Kerlor
- Nicole Maurey – Mademoiselle de Fontanges
- Jean Murat – Louvois
- Jean-Jacques Delbo – Monsieur de la Motte
- Louis Seigner – Lavoisier